# Parafia Najświętszej Maryi Panny Matki Kościoła w Okupie Wielkim
Parafia Najświętszej Maryi Panny Matki Kościoła w Okupie Wielkim – parafia rzymskokatolicka, znajdująca się w archidiecezji łódzkiej, w dekanacie łaskim.
Według stanu na miesiąc luty 2017 liczba wiernych w parafii wynosiła 1200 osób.